# Stewart Morris
Stewart Harold Morris  (Bromley, 25 mei 1909 – West Wittering, 4 februari 1991) was een Brits zeiler.
Morris won samen met David Bond tijdens de Olympische Zomerspelen 1948 de gouden medaille in de Stormvogel klasse. Dit was de enige keer dat de Stormvogel klasse een olympisch onderdeel was.
Morris werd vanwege zijn bijdrage aan de landing in Normandië benoemd tot officier in de Orde van het Britse Rijk.

## Olympische Zomerspelen
| Jaar | Plaats | Resultaten        |
| ---- | ------ | ----------------- |
| 1948 | Londen | Stormvogel klasse |